# فالنتينا ليسيتزا
فالنتينا ليسيتزا (بالإنجليزية: Valentina Lisitsa) و (بالأوكرانية: Валентина Лисиця) وهي عازفة بيانو كلاسيكي أوكرانية أمريكية ولدت في سنة 1973 في مدينة كييف في جمهورية أوكرانيا السوفيتية الاشتراكية في الإتحاد السوفييتي، تقيم حالياً في كارولينا الشمالية.